# Neomorphaster margaritaceus
Neomorphaster margaritaceus är en sjöstjärneart som beskrevs av Perrier, in Milne-Edwards 1882. Neomorphaster margaritaceus ingår i släktet Neomorphaster och familjen Neomorphasteridae. Inga underarter finns listade i Catalogue of Life.